# Киселёв, Александр Алексеевич (математик)
Александр Алексеевич Киселёв (род. 1969) — американский математик, специалист по спектральной теории, дифференциальных уравнений в частных производных и гидроаэромеханики.

## Биография
В 1992 году получил степень бакалавра в СПбГУ а в 1997 году под руководством Барри Саймона защитил докторскую диссертации получив степень доктора философии в Калифорнийском технологическом институте. В 1997—1998 гг. был постдокторантом в Научно-исследовательском институте математических наук, соавтор статьи о максимальном неравенстве Криста — Киселёва. С 1998—2002 год был инструктором Э. Диксона, также доцентом в Чикагском университете, где он работал с Питером Константином над уравнениями реакции (диффузии) и гидродинамикой. В 2001 году Киселёв решил одну из проблем Саймона, о существовании вложенного сингулярного непрерывного спектра оператора Шрёдингера с медленно убывающим потенциалом. С 2002 по 2013 год преподавал в Висконсинском университете в Мадисоне в должности доцента и профессора. С 2013 по 2017 год преподаватель в Университете Райса. С 2018 года Киселёв профессор в Дьюкском университете. Его научные труды публиковались журналами такими как Science Watch, Институтом математики и её приложений, Duke Today и Quanta Magazine.
В 2018 году Приглашенный докладчик на Международном конгрессе математиков в Рио-де-Жанейро с докладом «Малые масштабы и формирование сингулярностей в гидродинамике».

## Награды и премии
- Стипендия Слоуна (2001)[14];
- Стипендия Гуггенхайма (2012)[15];
- Приглашенный докладчик на Международном конгрессе математиков (2018)[16];
- 12-я лекция Брука Бенджамина от Оксфордского университета (2019)[17];
- Стипендия Фонда Саймонса[англ.] по математике (2020)[18].